# Habropoda krishna
Habropoda krishna là một loài Hymenoptera trong họ Apidae. Loài này được Bingham mô tả khoa học năm 1908.